# Gloria-Artis-Medaille für kulturelle Verdienste

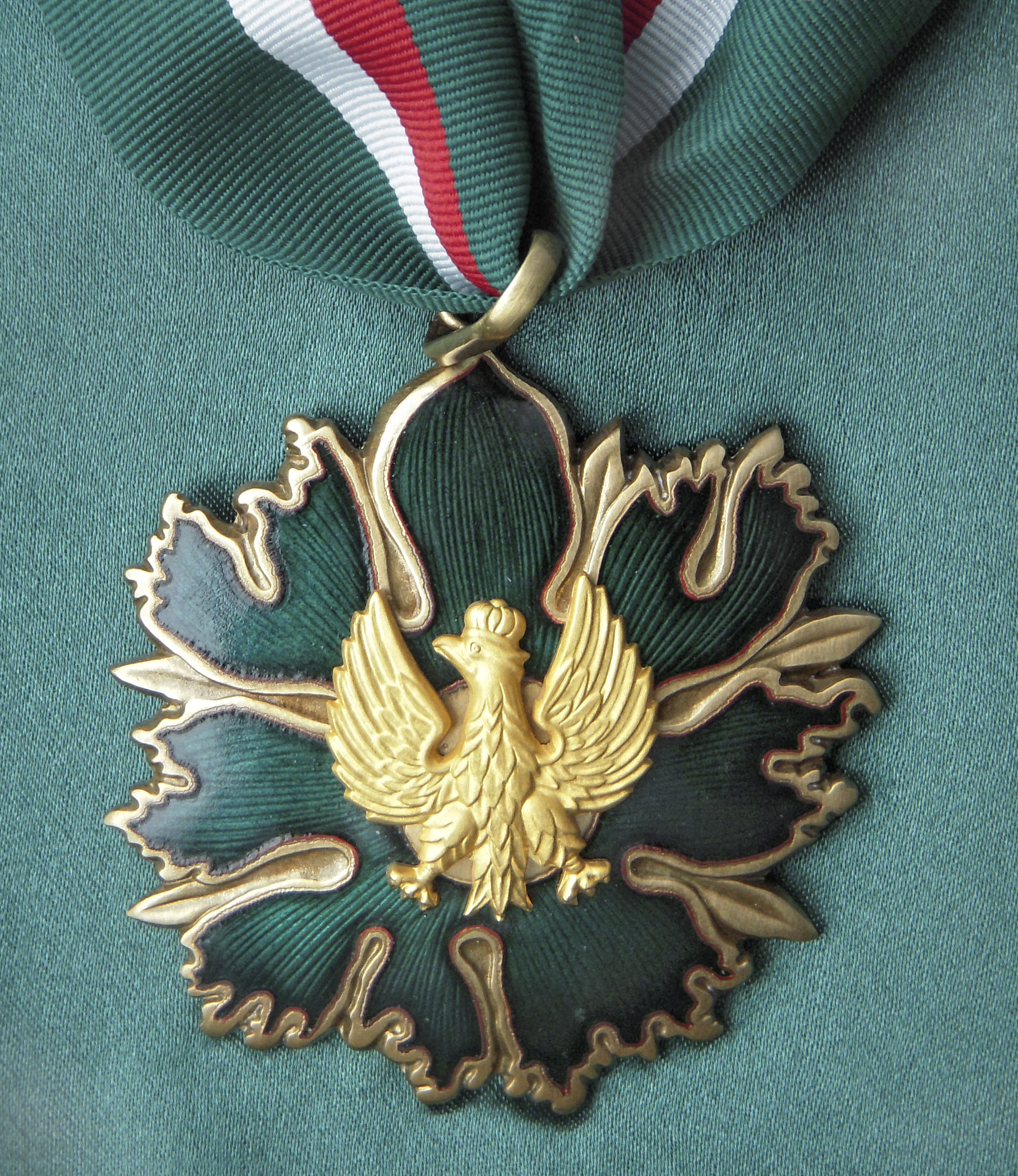
Gloria-Artis-Medaille

Die Gloria-Artis-Medaille für kulturelle Verdienste (polnisch Medal Zasłużony Kulturze Gloria Artis) ist der höchste polnische Kulturpreis für Verdienste um die polnische Kultur. Die Medaille wird vom polnischen Ministerium für Kultur und nationales Erbe vergeben. Sie zeichnet Personen oder Institutionen für Verdienste um Kunst, Wirtschaft, Kultur oder den Schutz des kulturellen und nationalen Erbes aus. Grundlage für die Vergabe ist das Gesetz vom 25. Oktober 1991 über die Organisation und Durchführung von kulturellen Aktivitäten des Ministers für Kultur und Nationales Erbe. Die Medaille löste 2005 die Auszeichnung "Verdienter Kulturschaffender" (polnisch Zasłużony Działacz Kultury) ab und wurde erstmals am 17. Juni 2005 vergeben.
| Bandfarben der „Medal Zasłużony Kulturze Gloria Artis“ | Bandfarben der „Medal Zasłużony Kulturze Gloria Artis“ | Bandfarben der „Medal Zasłużony Kulturze Gloria Artis“ |
| ------------------------------------------------------ | ------------------------------------------------------ | ------------------------------------------------------ |
| Goldmedaille                                           | Silbermedaille                                         | Bronzemedaille                                         |

Die Medaille wird seit 2005 in drei Stufen: Gold, Silber und Bronze (auf einem Messinggrundkörper) vergeben. Sie wird am Band um den Hals (1. Stufe) oder an der linken Brustseite (2. und 3. Stufe) getragen. Der Minister verleiht sie auf eigene Initiative oder auf Ersuchen anderer Minister oder bestimmten Mitgliedern parlamentarischer Gremien oder Vereinigungen von Organisationen der Zivilgesellschaft.
Auf der Vorderseite der Medaille ist ein gekrönter Adler abgebildet, auf der Rückseite das Gesicht einer Frau mit einem Lorbeerkranz, der die Inschrift „Gloria Artis“ trägt.